# Makirwe
Makirwe är ett vattendrag i Burundi.   Det ligger i provinsen Kayanza, i den nordvästra delen av landet, 60 kilometer nordost om huvudstaden Bujumbura.
Omgivningarna runt Makirwe är en mosaik av jordbruksmark och naturlig växtlighet. Runt Makirwe är det tätbefolkat, med 397 invånare per kvadratkilometer.